# بعثة ويدل

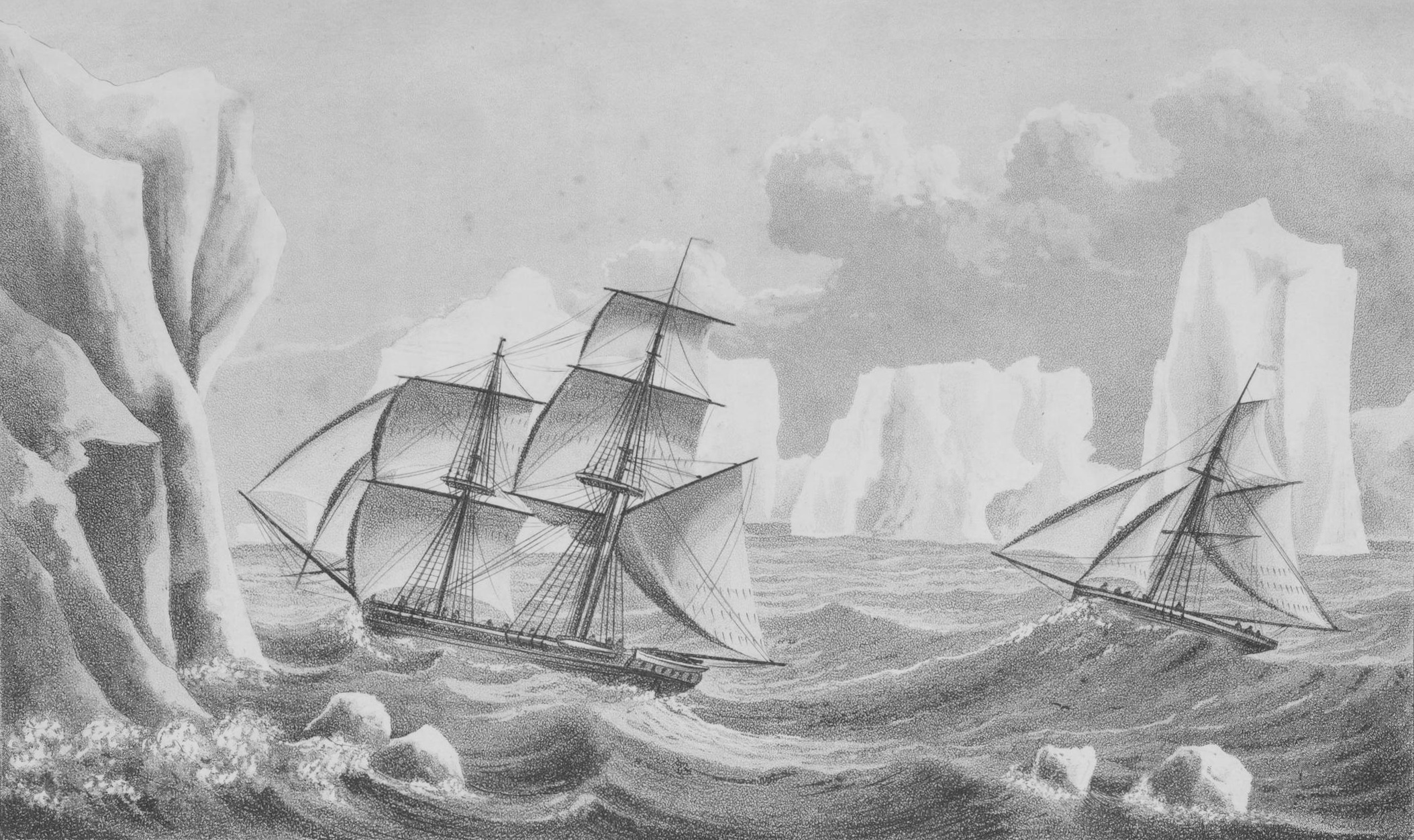
قوارب ويديل, جان وبوفوي.

بعثة ويدل هي رحلة بريطانية من 1821 إلى 1824 قادها جيمس ويديل في المياه القطبية الجنوبية.
في 1819 على متن المركب الشراعي جان المعد لصيد الحيتان ذهب ويديل إلى المنطقة الجديدة المكتشفة حيث تكثر الحيتان قرب جورجيا الجنوبية وجزر سندويش الجنوبية. السبب الرئيسي وراء هذه الرحلة هو ايجاد جزر اورورا التي ظهرت للقارب الأسباني Aurora في خط العرض 53 جنوبا و 48 غربا في 1762. لم يكتشف ويديل الجزر لانها غير موجودة ولكنه وجد مكان صيد للفقمة.
في 1822 يبدا ويديل بالجزء الثاني من رحلته. لا زال في قيادى جان لكنه الآن مرفوق بقارب اخر اصغر من الأول وهو بوفوي وينطلق نحو الجنوب مع تعليمات انه إذا لم يجد فقمة عليه ان يتعمق أكثر من المستكشفين السابقين. هذا كان ملائما لروح ويديل الاستكشافية فزود فريقه بمقاييس الحرارة، والبوصلات، ومقاييس الضغط والمخططات والخرائط البحرية. في يناير 1823 يستكشف المياه بين جورجيا الجنوبية وجزر سندويش الجنوبية وجزر اوركاد الجنوبية في بحث عن اراض جديدة. حين لم يجد اراض جديدة اتجه جنوبا أكثر في انجاه خط العرض 40 جنوبا. وستصبح تلك المياه بحر ويديل. في ملاحظات ويديل يقول انه لا وجود للجليد بعد والمياه هادئة. في 20 فبراير 1823 يصل إلى ابعد نقطة معروفة انذاك في 74°15'S 3 درجة أكثر من جيمس كوك. لم يكن يعلم انه قريب من اليابسة لذا عاد إلى الشمال مقتنعا ان البحر يمتد إلى القطب الجنوبي.
لو انه اتم يومين اخرين في الإبحار إلى الجنوب لاكتشف ارض كواتس التي اكتشفها في 1904 وليام سبيرز بروس في البعثة الوطنية الأسكتلاندية في أنتاركتيكا (1902-1904). لدى عودته إلى إنجلترا تأكيد ويديل انه تجاوز الكابتن كوك أثار بضعة مشككين، لكنه سرعان ما قبل.